# Going to Live in LA
Going to Live in L.A. es una canción compuesta por Roger Waters.
El tema fue lanzado el 11 de mayo de 1987 como Cara B de «Radio Waves».
- Datos: Q5882226